# 貪汗可汗
貪汗可汗（?—?），突厥汗国小可汗，
582年，突厥沙钵略可汗率四小可汗第二可汗、阿波可汗、达头可汗与貪汗可汗入侵隋朝，第二年，长孙晟乘机施离间计，使阿波可汗归隋。沙钵略可汗得知后，率军袭破阿波可汗领地。贪汗可汗因与阿波可汗友善，被沙钵略可汗废黜，与阿波可汗一起逃归达头可汗。